# Rudolf Dammeier

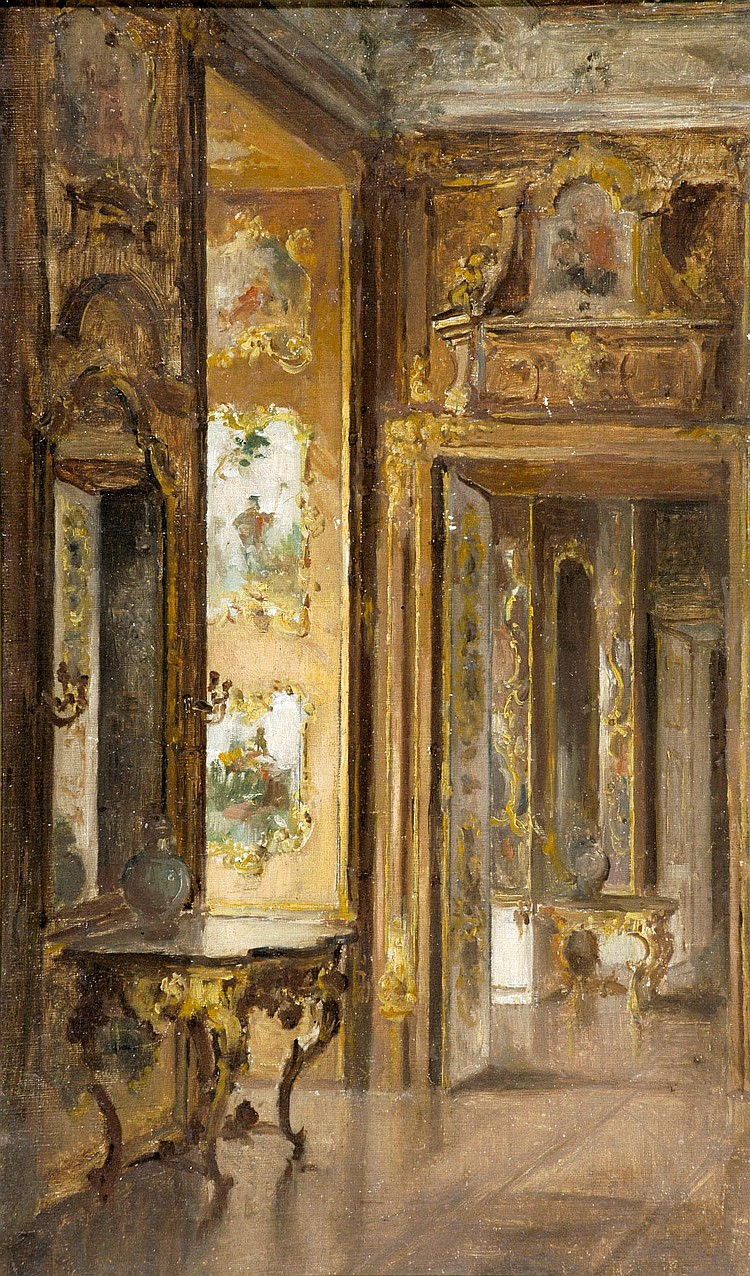
Interieur aus der
Würzburger Residenz

Rudolf Dammeier (* 18. Januar 1851 in Berlin; † 12. Juni 1936 ebenda) war ein deutscher Genre- und Porträtmaler sowie Radierer.
Rudolf Dammeier studierte von 1871 bis 1875 an der Berliner Bauakademie, von 1875 bis 1878 an der Königlich Preußischen Akademie der Künste bei Karl Gussow und von 1879 bis 1880 an der Kunstschule Karlsruhe bei Ernst Hildebrand.
Den Zeitraum von 1890 bis 1893 verbrachte er in München, kehrte danach nach Berlin zurück.
Er nahm an zahlreichen Kunstausstellungen teil: von 1890 bis 1892 an der Berliner Akademieausstellung, ab 1896 an der Großen Berliner Kunstausstellung, von 1899 bis 1900 an der Berliner Secession und ab 1900 im Münchener Glaspalast. Auf der Weltausstellung Paris 1900 wurde er mit einer Mention Honorable ausgezeichnet. Er war Mitglied im Verein Berliner Künstler.
Rudolf Dammeier starb 1936 im Alter von 85 Jahren in Berlin und wurde auf dem Luisenstädtischen Friedhof in Kreuzberg beigesetzt. Sein Grab ist nicht erhalten geblieben.